# Công nghiệp điện tử Trung Quốc

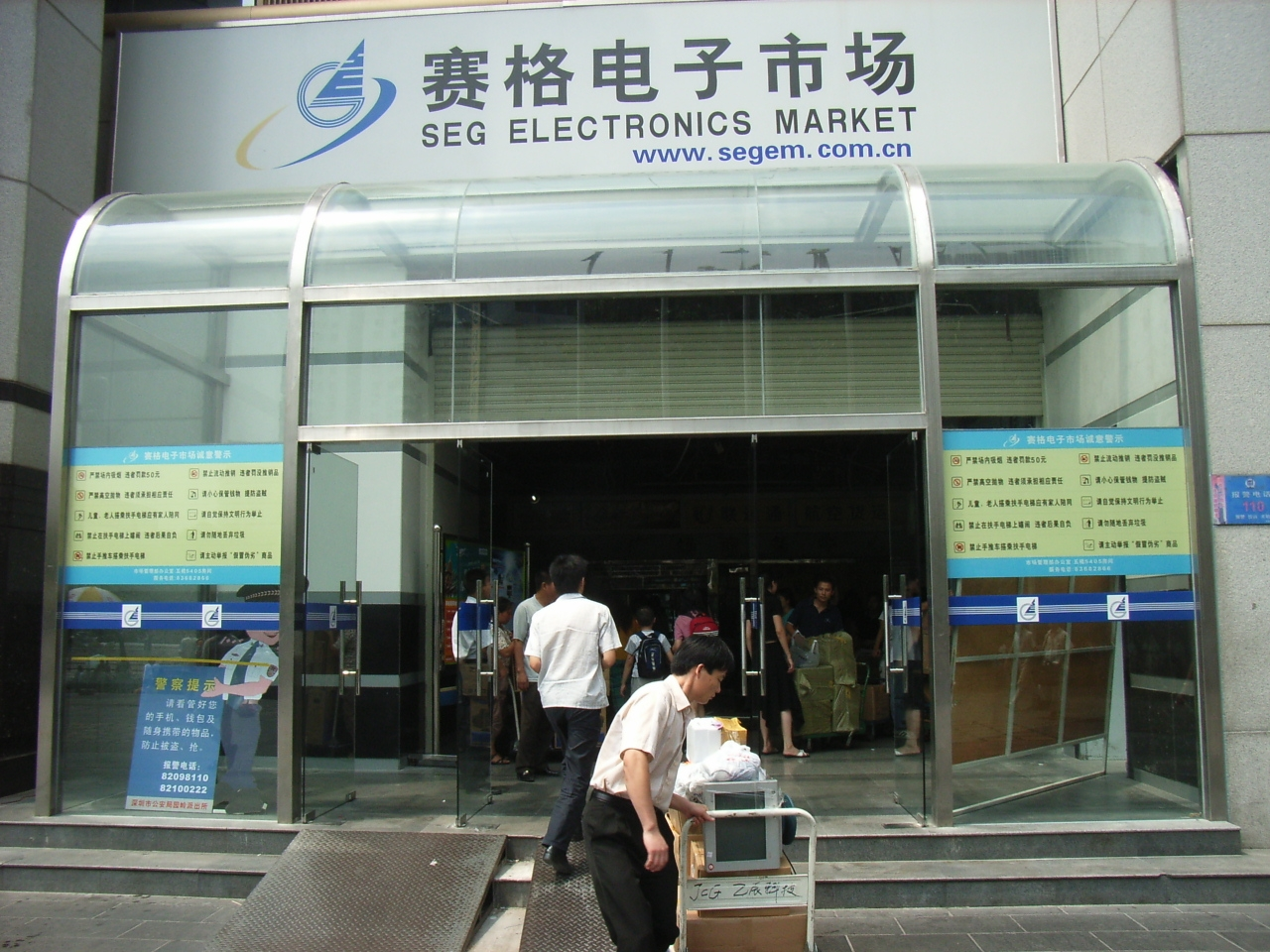
Gian hàng Điện tử SEG năm 2006 tại Thâm Quyến, Trung Quốc

Những công ty, tập đoàn, hãng sản xuất đồ điện tử nổi tiếng thế giới của Mỹ và các nước Á Đông, bao gồm: Nhật Bản, Trung Quốc, Đài Loan, Hàn Quốc, Singapore.

Công nghiệp điện tử Trung Quốc, mà ở Việt Nam quen gọi thông tục là đồ điện tử Trung Quốc hay đồ điện tử Tàu, hàng Tàu, là ngành công nghiệp phát triển nhanh chóng kể từ sau khi nước này mở cửa nền kinh tế dưới chính sách mang tầm chiến lược quốc gia về việc thúc đẩy "tin học hóa" sự phát triển công nghiệp.
Năm 2005, lĩnh vực thông tin điện tử của Trung Quốc chiếm 16,6% tăng trưởng kinh tế của đất nước và sản lượng giá trị gia tăng của nó chiếm 7% GDP. Sản xuất là lĩnh vực phát triển nhanh nhất.
Tính đến năm 2011, Trung Quốc là thị trường máy tính cá nhân lớn nhất thế giới.
Các công ty điện tử lớn của Trung Quốc có thể kể đến như: BOE, Changhong, Haier, Hisense, Huawei, Konka, Lenovo, Panda Electronics, Skyworth, SVA, TCL, Xiaomi, Oppo, DJI và ZTE.
Mảng sản xuất của Trung Quốc đạt kỷ lục là thị phần lớn thứ hai thế giới về xuất khẩu đồ điện tử vào năm 2016. Nước này cũng đạt kỷ lục mức sản lượng cao về một chuỗi rộng lớn các mặt hàng điện tử tiêu dùng; giai đoạn giữa năm 2014 và 2015—theo tờ China Daily—với việc sản xuất ra 286,2 triệu máy tính cá nhân (90,6% lượng cung ứng toàn cầu), 1,77 tỷ chiếc điện thoại (70,6% lượng cung ứng toàn cầu về điện thoại thông minh) và 109 triệu đơn vị (80% lượng cung ứng toàn cầu về máy điều hòa không khí).